# 瓜代拉河

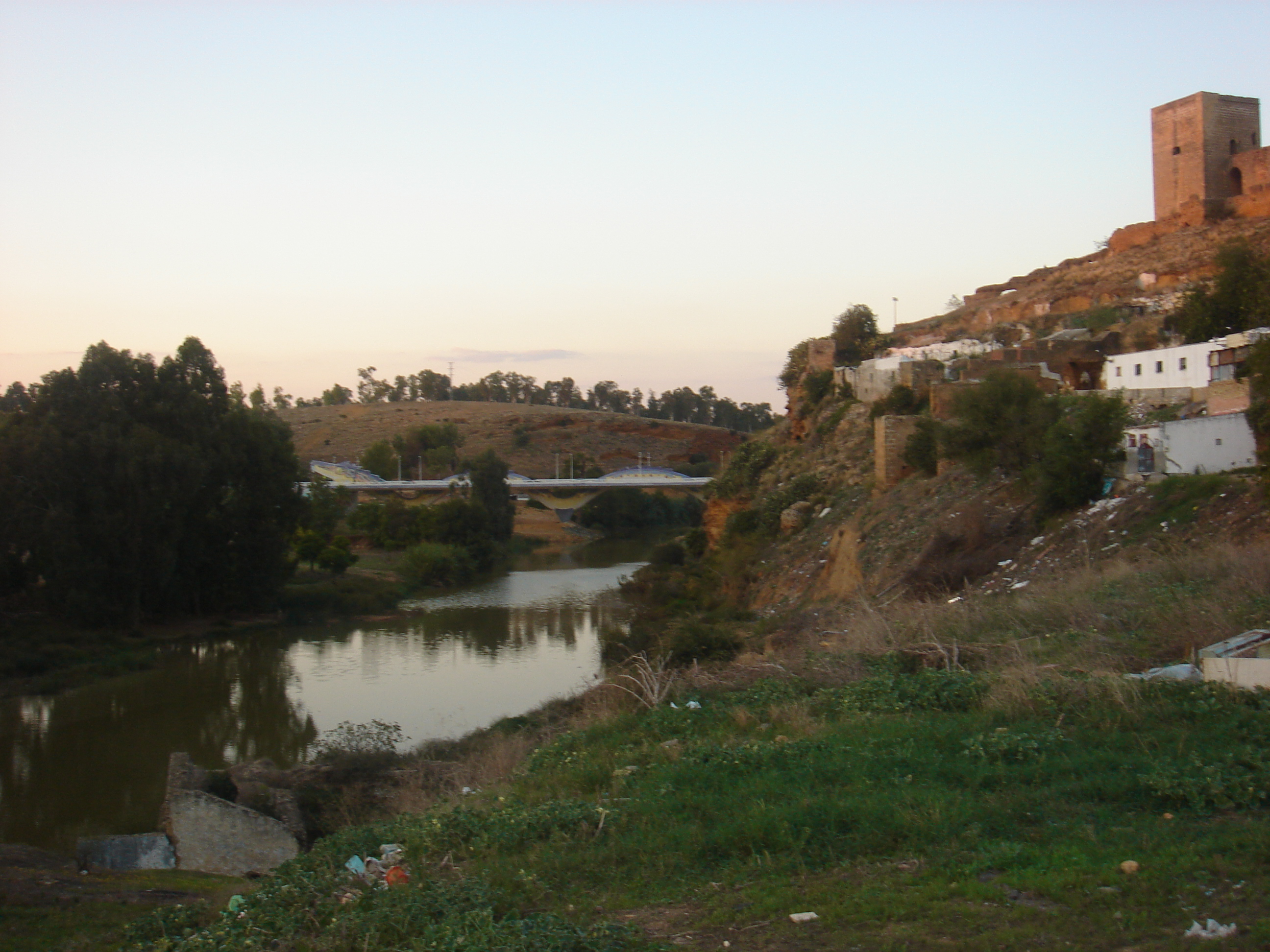
瓜代拉河

瓜代拉河（西班牙語：Río Guadaíra）是西班牙的河流，位於該國南部，流經加的斯省和塞維利亞省，河道全長110公里，最終在塞維利亞以南20公里注入瓜達幾維河。
37°10′26″N 6°06′09″W / 37.173791°N 6.102390°W